# 싸이칸홀딩스
싸이칸홀딩스(Cykan holdings)는 대한민국의 부동산, 금융, 온라인 게임 개발·운영 기업이다. 2004년에 (주)동원투자개발로 설립된 뒤 2006년에 싸이칸홀딩스로 상호를 변경했다.